# Shirogane no Karasu
Shirogane no Karasu (しろがねの鴉?), conocido también como The Silvery Crow, es un manga del género shōnen creado por Akimine Kamijyo. Se publicaron tres volúmenes en el año 2007 por la editorial Kodansha y fue serializado en la revista Weekly Shonen Magazine.

## Argumento
John Elgandine, un amante del curry y ladrón profesional, se topa con Lu Laure, una ladrona pícara con algunos secretos intrigantes. Ambos se embarcan en la difícil misión de recolectar trece piedras demoníacas esparcidas alrededor del mundo, y que según la leyenda pueden conceder un deseo a quien las posea.